# Huang Ting-ying
Ting Ying Huang (Chinees: 黃亭茵) (Kaohsiung, 29 mei 1990) is een professionele wielrenster uit Taiwan die actief is op de baan en op de weg.

## Carrière
Samen met Hsiao Mei-yu won ze vanaf 2008 driemaal achter elkaar zilver in de teamsprint tijdens het Aziatisch kampioenschap op de baan. In 2015 werd ze Aziatisch kampioen op de weg en op de baan, in zowel de puntenkoers als de individuele achtervolging. In mei 2016 won ze de eerste en de derde etappe in de World-Tourwedstrijd Ronde van Chongming en werd tweede in het eindklassement op één seconde achter Chloe Hosking. Drie weken later tekende ze bij de Italiaanse ploeg Servetto Footon. In augustus kwam ze namens Taiwan uit op de Olympische Zomerspelen 2016 in Rio de Janeiro; ze reed de wegrit niet uit. Ze zou tot en met 2017 namens de Italiaanse ploeg rijden en startte onder meer in de Ronde van Italië.

## Palmares

### Baanwielrennen
| Jaar | TK                                        | AK | WK          | Overige                                                |
| ---- | ----------------------------------------- | --- | ----------- | ------------------------------------------------------ |
| 2008 |                                           | teamsprint · tijdrit · sprint                                                                                  |             |                                                        |
| 2009 |                                           | teamsprint | 16e tijdrit |                                                        |
| 2010 |                                           | teamsprint |             | Aziatische Spelen: 8e sprint                           |
| 2014 |                                           | |             | Aziatische Spelen: · ploegenachtervolging · teamsprint |
| 2015 |                                           | achtervolging · puntenkoers · scratch                                                                          |             |                                                        |
| 2016 |                                           | achtervolging · puntenkoers · scratch                                                                          |             |                                                        |
| 2017 |                                           | 4e achtervolging                                                                                               |             |                                                        |
| 2018 |                                           | scratch · achtervolging · omnium · 7e teamsprint                                                               |             | Aziatische Spelen: · omnium · achtervolging            |
| 2019 |                                           | januari · scratch · omnium · puntenkoers · 4e achtervolging · oktober · 6e scratch · 6e teamsprint · 7e omnium | 20e omnium  |                                                        |
| 2023 |                                           | afvalkoers · omnium · 5e koppelkoers · 8e scratch                                                              |             | Aziatische Spelen: 6e koppelkoers 7e omnium            |
| 2024 | achtervolging · omnium · scratch · keirin | afvalkoers · 7e omnium                                                                                         |             |                                                        |
| 2025 |                                           | 4e omnium 5e afvalkoers                                                                                        |             |                                                        |

### Wegwielrennen
2013
1e etappe Ronde van Thailand
2015
 Aziatisch kampioene op de weg
2016
2e etappe Ronde van Thailand
1e en 3e etappe Ronde van Chongming
2018
 Aziatisch kampioenschap op de weg
 Aziatisch kampioenschap tijdrijden
2019
 Aziatisch kampioenschap tijdrijden
 Taiwanees kampioene op de weg
 Taiwanees kampioene tijdrijden
2024
 Taiwanees kampioene op de weg
 Taiwanees kampioene tijdrijden

#### Resultaten in voornaamste wedstrijden
| Jaar | Ronde van Italië | Ronde van Frankrijk | Ronde van Spanje |
| ---- | ---------------- | ------------------- | ---------------- |
| 2016 | 74e              |                     |                  |
| 2017 |                  |                     |                  |

| Jaar | Gent-Wevelgem | Ronde van Vlaanderen | Amstel Gold Race | Luik-Bast.‑Luik |  | WK op de weg |
| ---- | ------------- | -------------------- | ---------------- | --------------- |  | ------------ |
| 2016 |               |                      |                  |                 |  | 60e          |
| 2017 | opgave        | opgave               | opgave           | opgave          |  |              |